# 滨海圣芒德里耶
滨海圣芒德里耶（法語：Saint-Mandrier-sur-Mer，法語發音：[sɛ̃ mɑ̃dʁije syʁ mɛʁ]）是法国普罗旺斯-阿尔卑斯-蓝色海岸大区瓦尔省的一个市镇，位于该省西南部，属于土伦区。

## 地理
滨海圣芒德里耶（43°4'34"N, 5°55'40"E）面积5.12 平方千米、1,000.47 公頃，位于法国普罗旺斯-阿尔卑斯-蓝色海岸大区瓦尔省，该省份为法国东南部沿海省份，北起上普罗旺斯阿尔卑斯省，西北角与沃克吕兹省接壤，西接罗讷河口省，南濒地中海，东临滨海阿尔卑斯省。
与滨海圣芒德里耶接壤的市镇（或旧市镇、城区）包括：濱海拉塞訥。

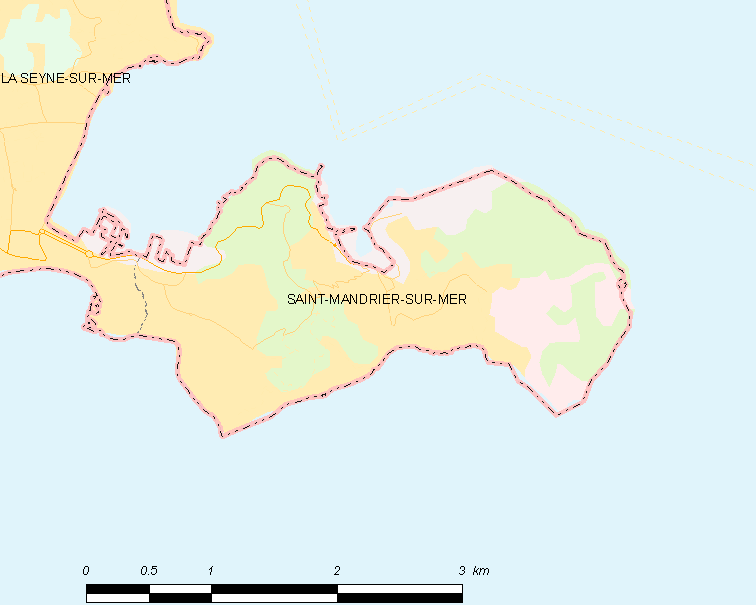
滨海圣芒德里耶的OSM定位图

滨海圣芒德里耶的时区为UTC+01:00、UTC+02:00（夏令时）。

## 行政
滨海圣芒德里耶的邮政编码为83430，INSEE市镇编码为83153。

## 政治
滨海圣芒德里耶所属的省级选区为滨海拉塞讷第二县。

## 人口

1962-2008年间滨海圣芒德里耶人口变化图示

滨海圣芒德里耶于2022年1月1日时的人口数量为6064人。